# チャンスシリーズ
チャンスシリーズ（英語: Chance Series）は、エイブルコーポレーションが開発、発売していたプライズマシンシリーズである。

## 概要
- チャンスシリーズといっても全ての製品が同じ路線や目的を持ったものではなく、単に確率機として共通しているもののシリーズである。そのため各作品は全く違う趣旨やゲーム内容となっている。
- フラッシュ・チャンスはロケーションテストで高い成績を残しており、池袋で行われたロケテストでは1日平均3万7150円（最高4万9,400円）、吉祥寺でのテストでは1日平均で他社の代表的なプライズマシンの約10倍に当たる数字を記録した[1]。

## 評価

### フラッシュ・チャンス
- 1994年ロケーション別業況月間ランキング12月部門にランクイン（9位）[2]。
- 1995年ロケーション別業況月間ランキング1月部門にランクイン（10位）[3]。
- 1995年ロケーション別業況月間ランキング2月部門にランクイン（10位）[4]。
- 1995年ロケーション別業況月間ランキング3月部門にランクイン（5位）[5]。
- 1995年ロケーション別業況月間ランキング4月部門にランクイン（10位）[2]。
- 1995年ロケーション別業況月間ランキング5月部門にランクイン（10位）[6]。
- 1995年上半期ベストインカム大賞プライズ/カーニバルゲーム部門にランクイン（6位）[7]。
- 1995年ロケーション別業況月間ランキング6月部門にランクイン（8位）[7]。
- 1995年ベストインカム大賞プライズ/カーニバルゲームベスト20インカムランキング12位。また、設置店に於ける貢献度ランキングでは8位。[8]。

## フラッシュ・チャンス

### ザ・フラッシュ・チャンス
1994年5月に発売された1作目。プレイヤーがゲームの景品に品質を求める時代となり、そのニーズに応える形で開発された。「インカムUPは景品しだい」を謳い文句としており、ゲーム性よりも景品の払い出しを主目的とし、その過程にゲームの要素を盛り込む形になっている。プレイヤーがゲームを楽しむためではなく、取りたい景品を取るために遊ぶことが狙い。そのため、ショーケースに並んだ景品全てがそのままプレイヤーにアピールする素材となり、使用する景品には相応の質が求められる。
【システム】本体正面のショーケースに上中下3段、各段毎に4個、計12個の景品が陳列されている。各段にはLEDランプが直線状に並び、コイン投入後、上中下段の縦移動で点滅する。欲しい景品のある段を狙いストップボタンで止め、次に横移動するランプを欲しい景品の所で停止させる。目的の下のランプで止めたら景品が払い出される仕組。

### ビッグ・フラッシュ・チャンス
1994年6月に発売された2作目。システムは変わらず筐体サイズだけが変更された。これにより前作より2倍大きい景品を入れることが可能となり、インカムUPを狙った。また、前作が発売開始された時点で今作もすでに発売待機中となっていたためシリーズ間の発売日間隔が短くなっている。

## 福引・ちゃんす
お祭りの福引をベースにしたゲーム。子供から老人まで幅広い層が狙い。約90cmまでの景品陳列が可能で、大きい景品を陳列することによってプレイヤーのやる気を引き出す。

### システム
1.コインを入れて、欲しい景品を選択
2.ボタンを押すと福引ができる回数が決まる
3.ガラガラを回す(1〜3回)
4.赤玉が出たら景品獲得となる

## スパイラル・チャンス
スマートボールのゲーム性をアレンジしたプライズマシン。ショットレバーを引くだけのシンプルなゲーム内容。
【システム】手元のレバーを引き、ボールを打ち出す。ボールが風車のゲートを通過すると、両方向に回転するスパイラルが存在し、左に回すと前進、右に回すと後退する。スパイラルを左に回転させ、景品を前進させることによって落ちて獲得となる。右回りだと景品が奥へと戻ってしまい獲得ラインから遠のいてしまう。

### スパイラル・チャンス ベルトバージョン
前作のゲーム性にアレンジを施した新バージョン。スパイラルを回して景品を落とした後に、ベルトコンベアが追加され難易度が上がった。ベルトコンベアを前進させる必要がある。

## メモリ・チャンス
ルーレットを使用し、出た数の分ベルトが進む仕組み。現在よく目にする、ルーレットで出た数の分だけ景品を乗せたプラスチック製の台が後ろに倒れ、完全に後ろに倒れると景品が落ちる仕組みのゲームはこの作品がベースとなっている。名前のメモリは目盛りを表す。

### システム
1.スタートマークを狙ってボールを打ち出す。
2.スタートマークに当たる強弱でボールが飛び出す。
3.ゆっくり回るルーレットの中に玉が入る。
4.ルーレットにはメモリ(目盛り)の数字があり、出た数の分だけベルトが前進する。
5.ベルトを前進させて景品を落とすと獲得。

## おみくじ・ちゃんす
神社のおみくじをベースとした作品。筐体正面には巫女さんがいる。

### システム
1.コイン投入後、好きな景品を選ぶ。
2.巫女人形がお堂に入る。
3.プレーヤーは、手元のローラーを回転させてお堂のおみくじ入れを回転させる。
4.巫女人形がおみくじを受け取りプレーヤーの前まで持ってくる。
5.おみくじが大吉なら即景品獲得。中吉の場合はランプが点灯し、5つたまると景品が獲得できる。

## プロペラ・チャンス

### システム
手元のレバーで小型の扇風機を操作し、セスナ機のプロペラに当てる。プロペラを回すと機体が上昇する。制限時間として設けられた30秒以内に一番上のゴールまで持ち上げると、機体に付属したプラスチック製トレイの一方が傾き、景品が取り出し口にすべり落ちる仕組み。少しでもファンの位置がずれると、プロペラが止まり機体が下降する。また、一定時間が経過すると機体が左右に動くため難易度が増す。景品が大きいほど重さで機体が上がるスピードが遅くなる。